# Зенович, Юрий Николаевич
Ю́рий Никола́евич Зено́вич (пол. Jerzy Zienowicz, около 1510—1583) — государственный деятель Великого княжества Литовского из рода Зеновичей герба «Деспот». Занимал должность старосты чечерского и пропойского в 1547—1570 годах, лепельского в 1570 году и дисненского в 1577 году. Был каштеляном полоцким в 1566—1570 годах и смоленским с 1579 года.
Активный участник Ливонской войны 1558—1583 годов. В 1559 году вместе с Яном Ходкевичем по приказу Сигизмунда II Августа был отправлен в Ливонию для охраны границ. С отрядом в 500 всадников нёс охрану Режицы. Принимал участие в сражении на реке Ула (1564 год), где был ранен в голову, а его отряды вместе с отрядами князя Соломерецкого и новогрудского воеводы Николая Сапеги сдержали первый удар. В 1568 году успешно руководил обороной Лепеля, за что получил город в пожизненное пользование. Помимо этого владел имениями и землями в Жемайтии, Ошмянском, Минском, Оршанском и Речицком поветах.
Мать: Анна Николаевна Ильинич. Был дважды женат. Первый раз на Софье Глебович, а после её смерти — на Анне Слуцкой. Имел сына Криштофа и дочь Софью (Гальшку), которую выдал замуж за Михаила Вишневецкого.
В период реформации перешел в кальвинизм и в 1553—1555 годах построил в своей резиденции в Сморгони кальвинистский храм. Похоронен в Сморгони, в завещании писал:
«Тело моё грешное, жена моя, госпожа Анна Слуцкая, скромно устроив похороны, похоронить меня в костёле Сморгонском, там, где тела моих предков покоятся, похоронить меня по кальвинским обычаям не устраивая церемоний которые в панских костёлах бывают…»

## Владения
"Попис войска литовского 1567 года" дает полное представление о его владениях:
"Кашталян земли Полоцкое. Месяца октебра 8 дня. Пан Юръи Зеновъевич, кашталян земли Полоцкое, державца Лепельский, Чичерский и Пропойский, ачкольвек почту своего не показывал, але прислал до пана гетмана реистр, оказуючи яко веле почту повинного мает ставити, то есть - з ыменья с Куршан в земли Жомойтской коней петнадцать; а з Сморкгойнь в повете Ошменском коней петнадцать; и с Поставей и с Полавя коней шесть, а с Костеневич в повете Менском кони два; а з Белицы в повете Оршанском коней осм; а з Прусович в повете Менском конь один. Сумою того всего почту, его милости повинного, коней сорок сем збройне - пнцри, пр., согай., рогати.; а при тых ездных поведил его милость поготову маючи драбей двадцать чотыры".